# Aleem al-Razee
Aleem al-Razee (bengalisch আবদুল আলীম আল-রাজী Ābdul Ālīm āl-Rājī; geb. 1925, Karatia in Nagarpur Upazila, Distrikt Tangail, East Bengal, Britisch-Indien; gest. 16. März 1985, Dhaka, Bangladesch) war ein Jurist, Journalist und Politiker in Bangladesch.

## Leben
Razee wurde 1925 in Karatia in Nagarpur Upazila, Distrikt Tangail, East Bengal, Britisch-Indien, geboren. Er erwarb einen Master und einen Abschluss in Rechtswissenschaft an der University of Calcutta, wo er als „Momtazul Mohaddesin“ (Forschungsstipendiat) geehrt wurde. Außerdem erwarb er einen Ph.D. an der University of London.
Von 1949 bis 1953 war Razee Vorsitzender der Muslim Welfare Association, London. Er arbeitete auch als Herausgeber der The Oriental Times mit Sitz in London. 1953 kehrte er aus London zurück und trat als Anwalt dem Dhaka High Court bei. 1965 wurde er von dem Wahlbezirk Mymensingh-1 als unabhängiger Kandidat in die Nationalversammlung von Pakistan gewählt.
1957 gründete Razee das City Law College, Dhaka, wo er von 1957 bis 1972 als Präsident fungierte, und 1968 das Nagarpur Degree College. Außerdem gründete er in seinem Heimatort die Lauhati Alim al-Razi Girls’ High School. Nach der Unabhängigkeit Bangladeschs schloss er sich der National Awami Party (Bhashani) an, verließ die Partei aber 1974. Von 1974 bis 1975 diente er als Präsident der Bangladesh Supreme Court Bar Association.
Danach lehrte er Rechtswissenschaften an der University of Dhaka. 1976 gründete er die Bangladesh People’s League. Er fungierte als Herausgeber des wöchentlichen Durbin, welches vom Distrikt Tangail veröffentlicht wurde. Außerdem veröffentlichte er das Buch Musalmaner Jene Rakha Bhalo („Gut zu wissen für Muslime“), sowie den Roman On Trekking through to Arakan (Auf dem Weg nach Arakan).
Razee verstarb am 16. März 1985 in Dhaka. Sein Buch The Constitutional Glimpses of Martial Law in India, Pakistan and Bangladesh wurde posthum durch University Press Limited herausgegeben.

## Ehrungen
Das Dr. Aleem-Al-Razee Memorial Council organisiert zum Jahrestag seines Todes verschiedene Gedenkveranstaltungen.